# 西村雄正
西村 雄正（にしむら ゆうせい、1977年7月4日 - ）は、日本の俳優。

## 来歴
高知県土佐市生まれ。高知県立高知工業高等学校
、日本工学院八王子専門学校環境デザイン学科卒業。
2002年、舞台「HONK」に出演。以降は数々の舞台、テレビドラマ、映画を中心に活躍している。
近年は舞台『アマデウス』（2011年）、舞台『渇いた太陽』（2013年）、テレビドラマ『最も遠い銀河』（2013年）、テレビドラマ『浅見光彦46 はちまん』（2013年）、映画『県庁おもてなし課』（2013年）、映画『闇金ウシジマくん2』（2014年）に出演。
2015年には、映画『あらうんど四万十 ―カールニカーラン―』で初の主演を務める。
2016年、高知県観光特使に就任。
NHK「連続テレビ小説」の第108作目『らんまん』（2023年）と第112作目『あんぱん』（2025年）において、土佐ことば指導を務めるほか、俳優としても出演した。

## 人物・エピソード
- 学生の頃、書店に立ち寄った時にオーディション雑誌を目にする。掲載されていたプロダクションのオーディションを試しに受けたら合格して、俳優になる[2]。
- 実家は高知県土佐市宇佐にある「ニシムラ精肉」。店舗は2017年9月末に閉店しているが、焼肉のたれは販売を続けてほしいという客の声に応えて家族が製造・販売している[6][7]。高知県出身の父、沖縄県出身の母、姉[2]がいる。

## 出演

### テレビドラマ
- 壁ぎわ税務官2（2003年、フジテレビ）
- そのまま!（2005年、NHK）
- 多摩南署たたき上げ刑事・近松丙吉7（2007年、BSジャパン）
- 眉山（2008年、フジテレビ）
- 坂の上の雲（2009年、NHK）
- おばさん会長・紫の犯罪清掃日記!ゴミは殺しを知っている8（2010年、TBS）
- 愛の劇場〜男と女はトメラレナイ〜（2010年、NHK）
- とめはねっ! 鈴里高校書道部（2010年、NHK）
- まっつぐ〜鎌倉河岸捕物控〜（2010年、NHK）
- 新撰組血風録（2011年、NHK）
- 最も遠い銀河（2013年、テレビ朝日）
- 浅見光彦シリーズ46 はちまん（2013年、フジテレビ）
- 連続テレビ小説（NHK）
  - らんまん 第62回（2023年6月27日） - 土佐の蔵元（当主） 役
  - あんぱん 第87回 -（2025年7月29日 - ） - カフェの店長 役

### 映画
- 県庁おもてなし課（2013年）
- 闇金ウシジマくん2（2014年）
- あらうんど四万十 ―カールニカーラン―（2015年） - 東吾晃 役（主演）
- サムライせんせい（2018年） - 後藤象二郎　役

### 舞台
- 放浪記（2008年、シアタークリエ・帝国劇場）
- パッチギ!（2009年、新国立劇場）
- カエサル（2010年、日生劇場）
- アマデウス（2011年、ル・テアトル銀座）
- 渇いた太陽（2013年、シアタークリエほか）

### CM
- 幸楽苑（2014年）[8]
- 大同生命保険（2014年）[9]
- パロマ（2014年）
- 楽天モバイル（2020年）[10]